# نهر إندالس
نهر إندالس (بالسويدية: Indalsälven) هو أحد أطول الأنهار في السويد بطول إجمالي 430 كيلو متر. 
يتفرع منه أربع أنهر فرعية هي كالسترومن وولونغنان وهوركان وأميرون. 
توجد 26 وحدة طاقة كهرمائية على مسار النهر، ليكون النهر في المرتبة الثالثة في السويد من حيث إنتاج الطاقة الكهرومائية.